# Saint-Étienne-Roilaye
Saint-Étienne-Roilaye là một xã ở tỉnh Oise Hauts-de-France phía bắc Pháp. Xã Saint-Étienne-Roilaye nằm ở khu vực có độ cao trung bình 130 mét trên mực nước biển.